# Français fondamental
Il français fondamental (francese fondamentale) è una lista costituita da un numero ridotto di vocaboli (circa 1500) e di regole grammaticali della lingua francese . Fu elaborata all'inizio degli anni cinquanta al fine di facilitare l'insegnamento del francese come lingua straniera per aumentarne la diffusione nel mondo.
Alla base della sua creazione vi furono una serie di ricerche che dimostrarono che i vocaboli e le regole di grammatica necessari ai fini della comunicazione quotidiana erano una minima parte di quelli offerti dalla lingua.
Per l'inglese esistono diverse entità analoghe: il Basic English, il Learning English, la New General Service List ed altre.

## Caratteristiche
Il nucleo di vocaboli di uso frequente che compongono il français fondamental è costituito da 270 elementi grammaticali (articoli, pronomi, congiunzioni ecc.), 380 sostantivi, 200 verbi, 100 aggettivi qualificativi e 50 vocaboli vari.
È stato individuato poi un secondo nucleo di altri 1700 vocaboli di uso comune a cui si ricorre, in caso di bisogno, in situazioni specifiche.

## Ruolo e influenza
Il français fondamental ha avuto una certa importanza negli anni sessanta e settanta, soprattutto nello sviluppo di metodi di insegnamento del francese come lingua straniera che prendevano spunto da esso e dai suoi presupposti, per poi perdere di influenza in seguito all'affermarsi di metodologie di insegnamento fondate su altre basi. Nel 2005 un congresso tenutosi presso l'Ecole normale supèrieure de lettres et sciences humaines di Lione ha tentato di fare il punto sul français fondamental e sulle sue evoluzioni.
Il dizionario francese/italiano Boch, edito da Zanichelli, segnala tramite un apposito simbolo i vocaboli che fanno parte del français fondamental.

## Il français facile di RFI
Ispirato dal français fondamental è il français facile (francese facile) utilizzato da Radio France Internationale per i suoi notiziari rivolti agli ascoltatori che hanno una conoscenza solo rudimentale del francese o sono in corso di apprenderlo.
I Journaux en français facile, della durata di 10 minuti e trasmessi dall'emittente due volte al giorno, si basano su una forma di francese estremamente semplice, basata su un nucleo di 300 vocaboli e pronunciata in modo chiaro, che prevede, al fine di facilitare la comprensione, la spiegazione chiara del contesto.